# Fahire Battalgil
Fahire Battalgil ou Fahire Battalgazi (né en 1902 à Constantinople (aujourd'hui Istanbul) et morte en 1948 dans cette même ville) est une ichtyologiste turque et l'une des premières femmes à avoir été professeur d'université en Turquie.

## Patronyme
Battalgil a d'abord été connue sous le nom de Fahire Akim Hanim. En accord avec la Loi turque sur les noms de famille de 1934, sa famille a adopté le nom de Battalgil dont l'orthographe a été changée en Battalgazi à partir de 1943.

## Hommages
Le nom de plusieurs espèces leur a été donné en son honneur, notamment :
- Alburnus battalgilae Ozulug & Freyhof, 2007 - un poisson famille des Cyprinidae
- Cobitis fahireae Erkakan, Atalay-Ekmeki & Nalbant, 1998 - un poisson famille des Cobitidae
- Phoxinellus fahirae Ladiges, 1960 - un poisson famille des Cyprinidae
- Pseudophoxinus battalgilae[1]Bogutskaya, 1997 - un poisson famille des Cyprinidae